# Комиссионное вознаграждение
Комиссионное вознаграждение (комиссионные) — экономико-юридический термин, применяемый в различных сферах экономических отношений в обществе. Комиссионным вознаграждением могут называть плату за работу в качестве агента-посредника по осуществлению коммерческой операции, сделки, обычно исчисляемую в процентах от суммы сделки. Также термин применяется для обозначения оплаты комиссионных услуг, взимаемых банком при проведении определенных банковских операций.

## Комиссионное вознаграждение в договоре комиссии
Комиссионное вознаграждение является условием договора комиссии. В соответствии с Гражданским кодексом Российской Федерации комитент обязан уплатить комиссионеру вознаграждение, а в случае, когда комиссионер принял на себя ручательство за исполнение сделки третьим лицом (делькредере), также дополнительное вознаграждение в размере и в порядке, установленных в договоре комиссии.
Если договором размер вознаграждения или порядок его уплаты не предусмотрен и размер вознаграждения не может быть определен исходя из условий договора, вознаграждение уплачивается после исполнения договора комиссии в размере, определяемом в соответствии с условиями Гражданского кодекса Российской Федерации. Если договор комиссии не был исполнен по причинам, зависящим от комитента, комиссионер сохраняет право на комиссионное вознаграждение, а также на возмещение понесенных расходов.